# Phrixocrita aegidopis
Phrixocrita aegidopis är en fjärilsart som beskrevs av Edward Meyrick 1935. Phrixocrita aegidopis ingår i släktet Phrixocrita och familjen stävmalar. Inga underarter finns listade i Catalogue of Life.